# Podljubelj, Borovlje
Podljubelj (nemško Unterloibl) je naselje v Občini Borovlje v Okraju Celovec-dežela na Koroškem v Avstriji.